# 1-й танковий полк (РФ)
1-й гвардійський Чортківський двічі ордена Леніна, Червоного прапора, орденів Суворова, Кутузова і Богдана Хмельницького танковий полк ім. маршала бронетанкових військ М. Є. Катукова (1 ТП, в/ч 58198) — формування танкових військ Збройних сил Російської Федерації чисельнісю у полк. Дислокується у Московській області. Входить до складу 2-ї Таманської мотострілецької дивізії.
У 1992—2009 роках дислокувався під Москвою. 2009 року полк був передислокований до Чечні і переформований на 8-му окрему мотострілецьку гірську бригаду (8 ОМСБр Г), входив до складу 58-ї загальновійськової армії Південного військового округу. У 2014—2016 роках підрозділи бригади брали участь у агресії РФ проти України, зокрема у боях під Іловайськом.
З 2016 року бригаду повернули до Московської області і переформували на 1-й танковий полк. У 2022 році полк брав участь у повномасштабному вторгненні РФ в Україну, де вів бої під Харковом.

## Історія
На початку 1990-х років, після розпаду СРСР, 1-й гвардійський танковий полк 9-ї танкової дивізії був виведений зі Східної Німеччини на територію Росії і фактично розформований. В червні 1992 року бойовий прапор полку був переданий в 290-й танковий полк (в/ч 61616) Таманської дивізії. З того моменту військова частина 61616 стала вважатись правонаступником 1-го гвардійського танкового полку, отримавши від нього бойові нагороди та почесне найменування. 
У 2009 році полк був переведений з-під Москви (Алабіно) у Чечню (Борзой), на місце 291-го полку 42 МСД. На основі 1-го танкового полку була створена 8-ма мотострілецька гірська бригада (в/ч 16544).

### Російсько-українська війна
Відкриті джерела надають інформацію про участь окремих військовослужбовців та з'єднань бригади у бойових діях на Донбасі.

#### Іловайськ
Підрозділи 8 ОМСБр брали участь у боях під Іловайськом.
З'єднання використовувало бойові машини МТ-ЛБ 6МА та МТ-ЛБВМ. Бронетехніка відмічена тактичним маркуванням у вигляді великого білого кола на люках або частково зафарбованими тактичними маркуваннями.
26 серпня колона російської бронетехніки рухалася по дорозі від Кутейникове до Іловайська. На дорозі була ретельно замаскована протитанкова гармата Рапіра 51 ОМБр під командуванням Костянтина Коваля. Підпустивши колону на 200 м, розрахунок гармати відкрив вогонь прямою наводкою і знищив 3 одиниці бронетехніки: 2 одиниці МТЛБ-ВМК та одну МТЛБ-6М. Загинуло на місці щонайменше 2 російських солдат, у важкому стані був взятий у полон механік-водій МТЛБ 8-ї бригади Олександр Десятов (рос. Десятов Александр Михайлович), а також 2 десантники 31-ї десантної бригади.
Позиції підрозділів 8 ОМСБр 29 серпня до відкриття вогню змогли зняти журналісти «Дорожного контролю».
Польовий табір підрозділів бригади був також виявлений в Луганській області, неподалік Новосвітлівки.
Військовослужбовці 8 ОМСБр були помічені у таких містах:
- Суходільськ,[19][20][21] де були ідентифіковані 8 з 19 осіб з колективного фото військовослужбовців 8-ї гірської бригади, імена семи названі.[22]

1. рос. Роман Сергеевич Вогачев
2. рос. Павел Арафьев
3. рос. Александр Юрин
4. рос. Ерсаин Шикшикеев
5. рос. Виктор Аншаков
6. рос. Сергей Матюшенко
7. рос. Д. Салиханов

- Краснодон[23][24]

У 2015 році 8-ма гірська бригада брала участь у боях в районі Донецька, Дебальцева та Луганська, за даними британського аналітичного центру RUSI.
В період осені-зими 2015—2016 років в Луганській області, зокрема в с. Сокільники і в районі смт. Донецький, були зафіксовані військовослужбовці 8 ОМСБр Денис Гордов (рос. Денис Сергеевич Гордов) і Михайло Туєв (рос. Михаил Туев).
У 2016 році в Московській області з 8-ї мотострілецької бригади був сформований 1-й танковий полк, який успадкував всі бойові регалії, що належали бригаді. Новосформований полк був озброєний танками Т-72Б3 і увійшов до складу 1-ї гвардійської танкової армії Західного військового округу.

### Російське вторгнення в Україну 2022 року
У 2022 році полк брав участь у повномасштабному вторгненні РФ в Україну. Вів бої у наступі на Харків.
3 березня 2022 року повідомлялося, що під Харковом українські військові взяли в полон офіцерів і танкістів полку. Зокрема, це були 22 танкісти на чолі із заступником командира полку з озброєння та з командиром танкового батальйону цього ж полку.
22 березня Головним управлінням розвідки Міністерства оборони України було опубліковано список із 966 військовослужбовців у складі полку.

## Структура
- управління (штаб)
- 1 танковий батальйон
- 2 танковий батальйон
- 3 танковий батальйон
- мотострілецька рота
- гаубичний артилерійський дивізіон
- зенітна ракетна батарея
- розвідувальна рота
- інженерно-саперна рота
- взвод РХБЗ
- рота управління
- взвод військової поліції
- взвод управління (начальника артилерії)
- ремонтна-рота
- рота матеріального забезпечення

## Втрати
З відкритих джерел та публікацій журналістів відомо про деякі втрати 1 ТП:

## Матеріали
- Виявлено контрактників 8-ї ОМСБр, які воювали на Донбасі [Архівовано 14 вересня 2017 у Wayback Machine.] // Інформнапалм, 08.09.2017